# Comodín (canción)
«Comodín» es el primer sencillo de la banda uruguaya No Te Va Gustar que presenta la verdadera celebración de sus veinte años, con su nuevo álbum El tiempo otra vez avanza. El primer videoclip pertenece a Comodín, corte difusión del nuevo disco.
El 24 de noviembre se reeditará un Extended Play que incluye un outtake de El camino más largo dónde colabora Roberto Musso del grupo El Cuarteto de Nos. Así mismo, cuenta con diversos acústicos junto a una versión inédita de "Mirarte a los ojos". Así también, la participación de  Rubén Rada y Sebastián Teysera de La Vela Puerca entre otros artistas, en "Nunca más a mi lado".
También contará con una interpretación especial de "Viajando sin espada", en la cual incluye la participación del tecladista Marcel Curuchet, quien falleció el 12 de julio de 2012 en Estados Unidos.
A su vez, el CD "Comodín" incluye sencillos grabados en 2011 en homenaje a los exitosos grupos argentinos Soda Stereo y Los Fabulosos Cadillacs. El CD doble que contará grandes éxitos a lo largo de la trayectoria de la banda, se estrenará el 25 de febrero de 2015.
El Extended Play pertenece a solo 9 canciones, de las cuales 2 son sencillos del último disco y 1 inédito físico: "Playa Grande"

## Canciones
| N.º | Título | Duración |  |
| 1.  | «Comodín» |          |  |
| 2.  | «Nunca más a mi lado - Outtake 2010 (Con Sebastián Teysera, Larbanois & Carrero, Fernando Cabrera, Alejandro Spuntone y Rubén Rada)» |          |  |
| 3.  | «Mirarte a los ojos - Outtake 2008 (Versión sin dueto)»                                                                              | 2:01     |  |
| 4.  | «Viajando sin espada (Versión sin guitarra eléctrica)»                                                                               |          |  |
| 5.  | «Ese maldito momento (Versión acústica)»                                                                                             |          |  |
| 6.  | «Llueve tranquilo» | 4:45     |  |
| 7.  | «Playa grande» |          |  |
| 8.  | «Tan lejos (Versión no desvanecido) - Edición radial»                                                                                | 5:17     |  |
| 9.  | «Cero a la izquierda (Versión editada)»                                                                                              |          |  |

## 2015: CD Doble (Grandes éxitos)
| N.º | Título                                                           | Duración |  |
| 1.  | «Comodín (CD1)»                                                  |          |  |
| 2.  | «Llueve tranquilo (Música del film "El Verano Siguiente") (CD1)» |          |  |
| 3.  | «Playa grande (CD1)»                                             |          |  |
| 4.  | «Madre nuestra (CD1)»                                            |          |  |
| 5.  | «Sin pena ni gloria (CD1)»                                       |          |  |
| 6.  | «Ese maldito momento (CD1)»                                      |          |  |
| 7.  | «Destierro (CD1)»                                                |          |  |
| 8.  | «A las nueve (CD1)»                                              |          |  |
| 9.  | «Nunca más a mi lado (CD1)»                                      |          |  |
| 10. | «Cero a la izquierda - Versión radial (CD1)»                     |          |  |
| 11. | «Arde (CD1)»                                                     |          |  |
| 12. | «El camino (CD1)»                                                |          |  |
| 14. | «Tan lejos (CD1)»                                                |          |  |
| 15. | «Fuera de control (CD1)»                                         |          |  |
| 16. | «Pensar (CD1)»                                                   |          |  |
| 17. | «Al vacío (CD1)»                                                 |          |  |
| 18. | «Reevolución (CD2)»                                              |          |  |
| 19. | «Me cuesta creer (CD2)»                                          |          |  |
| 20. | «Más mejor (CD2)»                                                |          |  |
| 21. | «No hay dolor (CD2)»                                             |          |  |
| 22. | «Te voy a llevar (CD2)»                                          |          |  |
| 23. | «Déjame bailar (CD2)»                                            |          |  |
| 24. | «Quemala (CD2)»                                                  |          |  |
| 25. | «Nada para ver (CD2)»                                            |          |  |
| 26. | «No era cierto (CD2)»                                            |          |  |
| 27. | «Basta de llamarme así (CD2)»                                    |          |  |
| 28. | «Cuando pase el temblor (CD2)»                                   |          |  |
| 29. | «Llévame contigo (CD2)»                                          |          |  |

- Datos: Q18418813